# El veredicte: La llei del menor
El veredicte: La llei del menor (títol original en anglès: The Children Act) és una pel·lícula dramàtica de 2017 dirigida per Richard Eyre, produïda per Duncan Kenworthy i amb guió d'Ian McEwan; basada en la novel·la homònima de 2014. És protagonitzada per Emma Thompson, Stanley Tucci i Fionn Whitehead.
La pel·lícula es va estrenar el 9 de setembre de 2017 al 42è Festival Internacional de Cinema de Toronto. El doblatge al català es va estrenar el 21 de maig de 2022 al canal La 2. El 13 de setembre de 2024 es va emetre un segon doblatge al català per a TV3 amb un repartiment diferent i una mescla nova. També ha estat subtitulada al català.

## Argument
Mentre el seu matrimoni s'enfonsa, l'eminent jutgessa de la Cort Suprema Fiona Maye ha de prendre una decisió que pot canviar la seva carrera, decidir si un adolescent ha de rebre una transfusió de sang que podria salvar-li la vida, malgrat les seves conviccions religioses.

## Repartiment
- Emma Thompson com a Fiona Maye, l'honorable Sra. Justice Maye DBE
- Stanley Tucci com a Jack Maye, marit de Fiona i acadèmic
- Fionn Whitehead com a Adam Henry, testimoni de Jehovà de 17 anys amb leucèmia
- Ben Chaplin com a Kevin Henry, pare d'Adam
- Jason Watkins com a Nigel Pauling, secretari de Fiona Maye
- Nikki Amuka-Bird com a Amadia Kalu QC, advocat que representa la família Henry
- Anthony Calf com a Mark Berner, advocat i amic de Fiona que representa l'hospital
- Rosie Cavaliero com a Marina Green, guardian ad litem (representant legal en nom d'un menor) d'Adam
- Eileen Walsh com a Naomi Henry, mare d'Adam
- Nicholcom a Jones com a professor Rodney Carter, oncòleg que tracta Adam
- Rupert Vansittart com a Sherwood Runcie